# Albigasta
Albigasta es un lugar del departamento argentino de El Alto, perteneciente a la provincia de Catamarca.

## Geografía
Se encuentra a orillas del río del mismo nombre.

## Historia
Hacia finales del siglo XIX, la aldea, por entonces perteneciente a Guayamba, tenía contabilizada una población de alrededor de 500 habitantes. Aparece descrita en el Diccionario geográfico argentino de Francisco Latzina con las siguientes palabras:

Albigasta, 1) aldea de unos 500 habitantes; Guayamba, El Alto, Catamarca. Albigasta dista 25 kms. de Vilismano y 10 de la estación Frías. Por Albigasta pasa el camino carretero que conduce de Recreo á Graneros, y el camino de herradura que une á Portezuelo con la estación Frías. El camino carretero que arranca en Ramblones y pasa por Icaño, termina en Albigasta. φ = 28° 42', λ = 65° 14', α = 400 m. (Brackebush).
(Latzina, 1899, p. 19)